# Пароксизмальная миоплегия
Наследственные пароксизмальные миоплегии — группа заболеваний, объединенных клиническим синдромом внезапных приступов мышечной слабости.

## Этиология и патогенез
Пароксизмальные миоплегии связаны с дисфункцией каналов клеточных мембран, регулирующих проникновение в клетку электролитов. Эта особенность патогенеза сближает пароксизмальные миоплегии с миотонией Томсена, относящейся также к каналопатиям. При пароксизмальных миоплегиях нарушается проникновение хлора, натрия и кальция в клетку, что приводит к деполяризации мембраны с последующим снижением возбудимости сарколеммы и развитием пареза.

## Классификация
Выделяют гипо- и гиперкалиемические формы пароксизмальным миоплегий.

### Гипокалиемическая форма пароксизмальной миоплегии (болезнь Вестфаля)
Заболевание наследуется по аутосомно-доминантному типу.

#### Этиология и патогенез
Молекулярно-генетический дефект связан с точечными мутациями в гене, расположенном на хромосоме 1 (1q31-32) и регулирующим функционирование альфа1-субъединицы канала для вхождения кальция в клетку (дигидропиридиновый рецептор). Реже молекулярно-генетический дефект обнаруживается на хромосоме 17 (17q23) или хромосоме 11 (11q13-14) и связан с дисфункцией ионных каналов, отвечающих за проникновение в клетку натрия и калия. Дисфункция канала приводит к нарушению проницаемости мембраны и избирательному вхождению ионов калия из внеклеточного пространства внутрь клетки.

#### Клинические проявления
Первые симптомы чаще появляются в возрасте 6-15 лет. Пароксизмы заключаются во внезапном развитии мышечной слабости, обездвиженности, чаще в ночные или утренние часы. Отмечаются также снижение мышечного тонуса, сухожильных рефлексов, вегетативные расстройства: лабильность пульса, АД, гипергидроз. Приступы бывают парциальными, охватывающими небольшую группу мышц, и генерализованными. Во время приступа возникают нарушения сердечно-сосудистой деятельности: изменения на ЭКГ в виде уплощения зубцов Т, депрессии сегмента ST. Сознание всегда сохранено. Продолжительность приступов несколько часов, их частота различна. Содержание калия в крови во время приступа до 2 ммоль/л, но иногда и вовсе не наблюдается падения уровня калия или же незначительное отклонение. Приступы провоцируются избыточным количеством углеводистой пищи, охлаждением, физическими нагрузками.

#### Лечение
Для купирования приступа назначают 10 % раствор хлорида калия внутрь (по 1 столовой ложке каждые 30 минут) или  0,5 % раствор на маннитоловом растворе внутривенно (2-2,5 г на 500 мл раствора вводят в течение часа) до купирования приступа (применять изотонический раствор или глюкозу крайне нежелательно - так как они являются триггерами приступов). Возможно также внутривенное капельное введение панангина. Для профилактики назначают  диету, богатую калием (чернослив, курага, картофель, изюм) и бедную углеводами и поваренной солью.

### Гиперкалиемическая форма пароксизмальной миоплегии (болезнь Гамсторп)
Заболевание наследуется по аутосомно-доминантному типу. Молекулярно-генетический дефект локулизуется на длинном плече хромосомы 17 (17q23) и связан с дисфункцией альфа-цепи белка, отвечающего за проникновение ионов натрия в клетку. при этом отмечается стойкая гиперполяризация сарколеммы.

#### Клинические проявления
Болезнь начинается в раннем детском возрасте, чаще до 5 лет. Внезапно развиваются мышечная слабость, снижение мышечного тонуса, сухожильных рефлексов, вегетативные расстройства. В отличие от гипокалиемического гиперкалиемический паралич развивается обычно днем, сопровождается выраженными парестезиями, сочетается со слабостью мышц лица, артикуляционного аппарата, имеет меньшую продолжительность (30-40 минут). Во время приступа содержание калия в крови повышается до 6-7 ммоль/л. Частота приступов различна: от ежедневных до нескольких раз в месяц. В межприступные периоды неврологическая симптоматика отсутствует. Приступы провоцируют голодание, физические нагрузки, вызывающие утомление. Кроме мышечной слабости отмечаются симптомы повышенной мышечной возбудимости с миотоническими феноменами.

#### Лечение
Во время приступа вводят 40 мл 40 % раствора глюкозы внутривенно вместе с инсулином подкожно; 20 мл 10 % раствора хлорида кальция внутривенно. Показана диета с пониженным содержанием углеводов, поваренной соли, ограниченным количеством калия.Для профилактики назначают диакарб (ацетазоламид  табл по 250 мг)  по 125 мг - 250 мг через день или по схеме 3 -1-3 ( 3 дня приём-1день перерыв-3дня приём и тд.Курс приёма 1-2-3-4 недели.Контроль калия в плазме,косвенно по QT и Т на ЭКГ.

#### Течение
Все формы пароксизмальных миоплегий медленно прогрессируют. Прогноз при своевременно установленном диагнозе, проведении экстренных мероприятий и дифференцированной медикаментозной терапии благоприятный.

#### Диагностика и дифференциальная диагностика
Диагноз устанавливают на основании клинической картины, данных лабораторного биохимического исследования (снижение биоэлектрической активности мышц) и молекулярно-генетического анализа. Дифференцировать заболевание следует от миоплегий, развивающихся в результате эндокринных заболеваний: тиреотоксикоза, болезни Конна (первичный гиперальдостеронизм), болезни Аддисона и др.

### Нормокалиемический (периодический) паралич
Заболевание наследуется по аутосомно-доминантному типу.

#### Клинические проявления
Болезнь начинается в возрасте до 10 лет. Медленно (в течение нескольких суток) нарастает умеренная слабость в мышцах туловища, конечностей, жевательной мускулатуре, а затем также медленно (1-2 недели) происходит регресс симптоматики. Заболевание провоцируют продолжительный сон, длительное пребывание в фиксированной позе, переохлаждение.

#### Лечение
Диета, богатая поваренной солью. Назаначают ацетазоламид (диакарб).

#### Диагностика и дифференциальная диагностика
Заболевание диагностируется на основании результатов генеалогического анализа, особенностей клинической картины (темп нарастания мышечной слабости, провоцирующие факторы), результатов лабораторного и биохимического обследования (нормальное содержание калия в сыворотке крови, электровозбудимость мышц). Заболевание следует отличать от миоплегий, развивающихся в результате эндокринных заболеваний: тиреотоксикоза, болезни Конна (первичный гиперальдостеронизм), болезни Аддисона и др.